# Gymnopholus rubi
Gymnopholus rubi  (лат.) — вид мелких жуков-долгоносиков  рода Gymnopholus из подсемейства Entiminae семейства Curculionidae (Eupholini, Coleoptera). Эндемик острова Новая Гвинея.

## Распространение
Встречаются на острове Новая Гвинея на высотах выше 1 км.

## Описание
Среднего размера нелетающие жуки-долгоносики. Длина тела около 2 см; чёрный и блестящий. Скутеллюм мелкий, расширенный позади средней линии, широко округлённый в задней части. Голова сверху гладкая. Длина проторакса равна примерно 0,75 от ширины головы у заднего края глаз; проторакс гладкий мелкопунктированный. Надкрылья слегка расширяются с боков от линии роговидных выступов; сзади апикально округлые. Ноги длинные. Характерны для тропических влажных и горных лесов. Взрослые жуки питаются листьями молодых деревьев. От близкого вида Gymnopholus marquardti отличается гладкой головой, отсутствием выступов-туберкул на пронотуме.

## Систематика
Вид был впервые описан в 1977 году и включён в состав номинативного подрода Gymnopholus s.str. Gressitt, 1966 американским энтомологом Линсли Гресситтом (J. Linsley Gressitt; Гонолулу, Гавайи, США; 1914—1982). Большинство авторов включают вид Gymnopholus rubi в трибу Eupholini (в составе подсемейства Entiminae).